# Ön i Sand
Ön i Sand – miejscowość (småort) w Szwecji w gminie Sollefteå w regionie Västernorrland. Około 106 mieszkańców.